# Динамічне тертя
Динамічне тертя — в астрофізиці втрата імпульсу і кінетичної енергії тіла, що рухається внаслідок гравітаційної взаємодії з навколишньою речовиною. Вперше докладно розгянуте Субрахманьяном Чандрасекаром у 1943 році.

## Інтуїтивний розгляд
Отримати інтуїтивне уявлення про ефект можна при розгляді руху масивного об'єкта крізь меншу хмару більш легких тіл. Гравітаційний вплив призводить до того, що легкі тіла прискорюються та збільшують момент та кінетичну енергію. При збереженні енергії та моменту можна зробити висновок про те, що важке тіло має сповільнюватись. Оскільки відбувається втрата моменту і кінетичної енергії, то ефект отримав назву динамічне тертя.
Іншим еквівалентним способом міркування для даного процесу є розгляд руху великого об'єкта крізь хмару менших об'єктів, при цьому гравітаційний вплив великого об'єкта призводить до руху менших об'єктів до нього. Отже, виникає підвищена концентрація дрібних об'єктів навколо позаду великого тіла у міру його руху у просторі. Ця підвищена концентрація об'єктів надає колективний гравітаційний вплив на великий об'єкт, уповільнюючи його.
Звичайно, механізм працює за однаковою схемою для різних мас тіл, що взаємодіють, і для різних відносних швидкостей. Однак, хоча найімовірнішим результатом руху об'єкта через хмару є втрата моменту та енергії, як описано вище, але в загальному випадку можливе як зменшення, так і збільшення енергії. Траєкторії, при яких тіла можуть збільшувати енергію, використовуються в гравітаційних маневрах при прольоті космічних апаратів повз планети.

## Формула Чандрасекара для динамічного тертя
Повна формула врахування динамічного тертя і зміни швидкості об'єкта вимагає інтегрування по густині у фазовому просторі. Формула Чандрасекара має вигляд
{\displaystyle {\frac {d\mathbf {v} _{M}}{dt}}=-16\pi ^{2}\ln \Lambda G^{2}m(M+m){\frac {1}{v_{M}^{3}}}\int _{0}^{v_{M}}v^{2}f(v)dv\mathbf {v} _{M},}
де
- {\displaystyle G} — гравітаційна стала,
- {\displaystyle M} — маса, що розглядається
- {\displaystyle m} — маса кожної зірки у розподілі зірок,
- {\displaystyle {v_{M}}} — швидкість об'єкта, що розглядається, в системі відліку, в якій центр тяжіння поля речовини спочатку знаходиться в стані спокою,
- {\displaystyle {\mbox{Ln}}(\Lambda )} — кулонівський логарифм,
- {\displaystyle f(v)} — густина розподілу кількості об'єктів.

### Розподіл Максвелла
Частим випадком є система з однорідною щільністю розподілу речовини, в якій частинки речовини значно легше, ніж великі частки, що розглядаються, тобто {\displaystyle M\gg m}, а розподіл швидкостей відповідає розподілу Максвелла
{\displaystyle f(v)={\frac {N}{(2\pi \sigma ^{2})^{3/2}}}e^{-{\frac {v^{2}}{2\sigma ^{2}}}},}
де {\displaystyle N} показує повне число зірок, {\displaystyle \sigma } позначає дисперсію. В такому випадку динамічне тертя можна представити формулою
{\displaystyle {\frac {d\mathbf {v} _{M}}{dt}}=-{\frac {4\pi \ln(\Lambda )G^{2}\rho M}{v_{M}^{3}}}\left[\mathrm {erf} (X)-{\frac {2X}{\sqrt {\pi }}}e^{-X^{2}}\right]\mathbf {v} _{M},}
де
- {\displaystyle X=v_{M}/({\sqrt {2}}\sigma )} дорівнює відношенню швидкості об'єкта до модальної швидкості розподілу Максвелла,
- {\displaystyle \mathrm {erf} (X)} — функція помилок.
- {\displaystyle \rho =mN} — густина поля речовини.

У загальному випадку спрощене рівняння для сили динамічного тертя має вигляд
{\displaystyle F_{dyn}\approx C{\frac {G^{2}M^{2}\rho }{v_{M}^{2}}},} де безрозмірний множник {\displaystyle C} залежить від того, /к {\displaystyle v_{M}} співвідноситься з дисперсією швидкостей навколишньої речовини.